# Chojnica (województwo warmińsko-mazurskie)
Chojnica (niem. Knipprode) – osada w Polsce położona w województwie warmińsko-mazurskim, w powiecie kętrzyńskim, w gminie Srokowo, sołectwo Solanka.
W latach 1975–1998 miejscowość administracyjnie należała do województwa olsztyńskiego.
Wieś położona jest przy drodze biegnącej z Solanki do Szczeciniaka.

## Historia
Majątek ziemski w Chojnicy o powierzchni około 300 ha w latach dwudziestych XX wieku należał do rodziny Daehne.
Po II wojnie światowej powstał tu PGR. W ostatnim okresie funkcjonowania PGR Chojnica wchodziła w skład PPGR Srokowo. W Chojnicy znajdowała się suszarnia zielonek i wytwórnia pasz treściwych.
Dwór w Chojnicy wybudowany został w drugiej połowie XIX wieku. Dwór jest parterowy, wzniesiony na rzucie prostokąta. Na osi elewacji frontowej posiada dwukondygnacyjny ryzalit. Budynek nakryty jest dachem dwuspadowym.